# Cascade Niagara
Ne doit pas être confondu avec Chutes du Niagara.

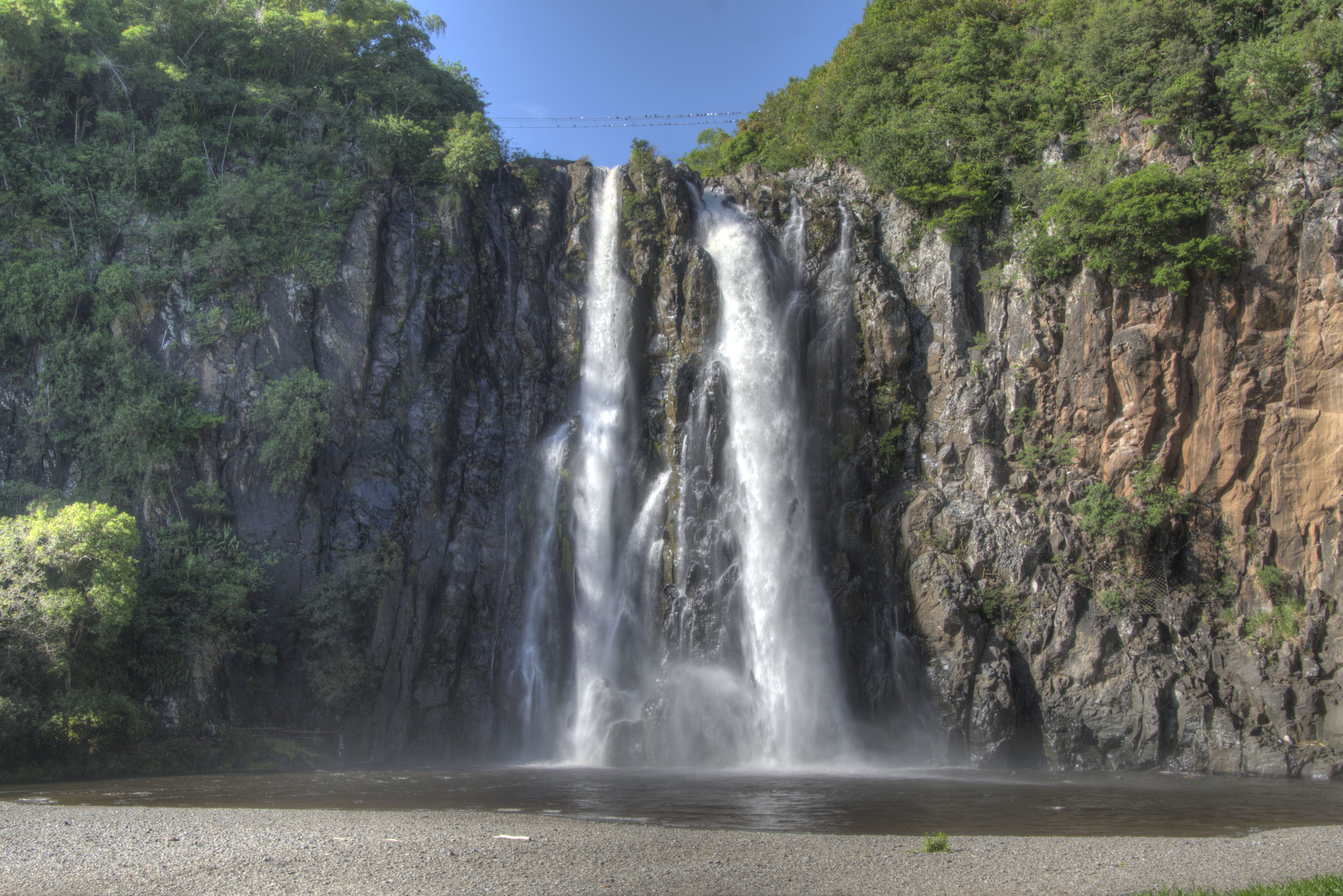
Cascade Niagara à Sainte-Suzanne (La Réunion)

La cascade Niagara est une chute d'eau de l'île de La Réunion. Située à moins de cent mètres d'altitude dans l'aval de la rivière Sainte-Suzanne, un fleuve qui s'écoule vers le nord-est, elle relève du territoire de la commune de Sainte-Suzanne, une commune de La Réunion sur la Côte-au-vent. Cascade emblématique de l'île, elle apparaît dans plusieurs œuvres audiovisuelles tournées sur place, et notamment dans le téléfilm Les Secrets du volcan.
D'une hauteur de 55 mètres, et assurant un spectacle grandiose lors des périodes de débit important, la cascade Niagara se jette dans un bassin relativement large dans lequel touristes et badauds peuvent se balader et se baigner. 
Facilement accessible en voiture à partir de la commune Est à Sainte Suzanne, la cascade Niagara est située à un peu plus d'un kilomètre du centre ville sur un site calme et agréable au milieu des champs de canne à sucre.

## Rite culturel
La cascade Niagara est le lieu de pratique du rite des cheveux maillés par les malgaches.